# Creu de terme de Pujarnol
La Creu de terme de Pujarnol és una obra de Porqueres (Pla de l'Estany) inclosa a l'Inventari del Patrimoni Arquitectònic de Catalunya.

## Descripció
Creu de terme al damunt d'una capelleta-oratori. El basament és una plataforma de pedra d'estructura rectangular, sobre la qual hi ha una fornícula on hi hauria l'escultura d'un sant. Aquesta estructura està coronada per una creu, de ferro. Gravat per tot el monument hi ha diverses inscripcions, com ara la data 1834.

## Història
Segons els veïns de la zona, el monument s'utilitzava per beneir el bestiar per Sant Anton.